# Гефестион (грамматик)
Гефестио́н (греч. Ἡφαιστίων) — греческий грамматик II века н. э., живший в Александрии. Отождествляется с одним из учителей императора Луция Вера. Мог принадлежать школе грамматика Гелиодора или даже быть его прямым учеником.
Трудами Гефестиона считаются
- Учебник метрики (греч. Ἐγχειρίδιον περὶ μέτρων, лат. Enchiridion de metris). По свидетельству Лонгина, этот учебник — конспект написанного Гефестионом фундаментального трактата о (греческой) метрике, состоявшего из 48 «книг»;
- О трудных случаях в стихах (греч. Περὶ τῶν ἐν ποιήμασι ταραχῶν); следует понимать «в эпических стихах», поскольку из следующих заглавий видно, что Гефестион писал комментарии по стихотворным жанрам; источник не сохранился;
- Разрешение затруднений в комедии (греч. Κωμικῶν ἀπορημάτων λύσεις); источник не сохранился;
- Разрешение <затруднений> в трагедии (греч. Τραγικῶν <ἀπορημάτων> λύσεις); источник не сохранился;
- О стихах (греч. Περὶ ποιημάτων, лат. De poematis); сочинение сохранилось во фрагментах.

Гефестион занимался составлением (предположительно, весьма объёмных) метрических комментариев к античным поэтам. Дидактические тексты Гефестиона охватывают четыре тематических раздела:
1. Фонетика и просодика (изложение начинается с учения о слогах, а не о буквах).

2. Учение о девяти метрах-прототипах.

3. Смешанные размеры.

4. Строфика.
Позднелатинские учебники по грамматике и (стихотворной) метрике испытали сильное влияние Гефестиона, которое заметно и в выборе учебных тем и в самом строении этих учебников.

## Издания
- Hephaestionis De metris enchiridion et De poemate libellus, cum scholiis et Trichae Epitomis. Adjecta Procli Chrestomathia grammatica. Edidit R. Westphal. Leipzig: Teubner, 1866. (= Scriptores metrici Graeci. Vol. I)
- Hephaestionis enchiridion cum commentariis veteribus, ed. M. Consbruch. Leipzig: Teubner, 1906.
- Hephaestion. On Metre. A Translation and Commentary by J. M. van Ophuijsen. Leiden: 1987 (= Mnemosyne. Supplement 100), ISBN 9789004084520 (английский перевод и комментарий)